# Rémi Huppert
Pour les articles homonymes, voir Huppert.
Remi Huppert, né le 15 mars 1946 à Paris, est un écrivain et essayiste français, par ailleurs consultant en management et développement international.

## Famille et formation
Rémi Gaston Huppert est le fils de Raymond Huppert, industriel, et d'Annick Beau.
Titulaire d'une bourse de l'American Field Service (AFS), Remi Huppert est diplômé de la Cullman High School, en Alabama, de l'École des hautes études commerciales de Paris (HEC) et de l'Institut de haute finance (IHFI). Il est docteur en sociologie de l'Université de Paris.
Né d'un père juif et d'une mère chrétienne, il grandit dans cette double culture.

## Carrière professionnelle
Économiste à la Banque centrale de Tunisie en 1969-1970 au titre de la coopération française, il s'intéresse aux pays en développement. En 1971, il est rédacteur au quotidien Le Monde jusqu'en septembre 1973. Puis, il met en œuvre au Laos les programmes d'urgence de l'UNICEF. Contraint de quitter le pays à la fin de 1975 compte tenu de la situation militaire et politique, il devient alors chef de projet pour la Banque mondiale en Mauritanie.
Il est ensuite Chef du service des études économiques du Crédit d'équipement des PME. En 1982, il est nommé Directeur financier du Groupe Jeune Afrique.
Rémi Huppert est consultant en management des ressources humaines depuis 1986, et crée son cabinet de conseil « RHC » en 1989. Il a été notamment consultant régulier dans le cadre de missions  effectuées dans les pays émergents pour l'Union européenne et la Banque mondiale.
Ecrivain, auteur de romans et d'essais, Rémi Huppert est également pianiste,.

## Œuvres
Rémi Huppert a publié quinze romans et essais.
En 2020, il a en outre contribué à l'ouvrage collectif Juifs d'ailleurs  (Albin Michel,  (ISBN 978-2-226-32639-3)), décrivant les communautés juives du monde entier. Il y retrace pour sa part l'histoire des Juifs des villes de Harbin et de Tianjin (Chine).
Son essai Le manager musicien établit des liens entre le monde du management et ceux de la musique ; Agir en beauté décrit les rapports entre l'action, l'harmonie et la beauté,.
Ses romans historiques Mourir à Grenade et La partition de l'exil rendent respectivement hommage au poète Federico Garcia Lorca et au compositeur franco-polonais Alexandre Tansman
,.
Son dernier roman, L'adret et l'ubac  est paru en Octobre 2024 aux Editions du Palio.
Liste de ses ouvrages : 
- L'ombre de Laure : roman, Paris, Denoël, 1989, 150 p. (ISBN 2-207-23611-0)
- Le voyage à Leningrad, roman, Paris, Éditions J.-C. Lattès, 1993 (ISBN 2-7096-1306-9)
- 7 qualités pour manager autrement, Éditions d'Organisation, 2003 (ISBN 978-2-7081-2952-8) , essai.
- Celui qui dirige : voyage dans le temps auprès des grands penseurs, Éditions d'Organisation, 2004 (ISBN 2-7081-3155-9) , essai.
- Mourir à Grenade, roman historique, Éditions du Petit pavé, 2006 (ISBN 978-2-84712-103-2)
- 8 qualités pour diriger autrement, Paris, Éditions d'Organisation, 2006 (ISBN 2-7081-3464-7) , essai.
- Le manager musicien, Paris, Éditions d'Organisation, 2007, 230 p. (ISBN 978-2-212-53888-5, lire en ligne) .
- Le cygne de Saïgon, roman historique, Paris, Éditions l'Harmattan, 2009 (ISBN 978-2-296-09511-3 et 2-296-09511-9)
- Agir en beauté : réflexions sur une esthétique du mouvement, Dol-de-Bretagne, Écarts, 2010 (ISBN 978-2-912824-93-6 et 2-912824-93-1) , essai.
- Destin d'un Juif de Chine, Paris, Éditions Michel de Maule, 2014 (ISBN 978-2-87623-560-1) Commentaire dans le quotidien Sud Ouest, Roman historique adapté et mis en scène par Franck Krief pour la création d'un spectacle avec les récitants Isabelle Huppert et Rémi Huppert et la participation du rabbin Moché Lewin
- Au palais du ciel , roman historique, Paris, Éditions Michel de Maule, 2016  (ISBN 978-2-87623-652-3) Commentaire sur le site du Conseil représentatif des institutions juives de France (Crif). Lire également:   https://www.youtube.com/watch?v=7ac_EZ0yvD8, lecture par Alice Lym. Mai 2022
- La partition de l'exil , roman historique, Paris, Éditions Michel de Maule, 2017  (ISBN 978-2-87623-676-9). Une émission consacrée à cet ouvrage a été diffusée sur la station de radio Fréquence protestante le 10 octobre 2017.
- Lettre à Moïse, Itinéraire contourné d'un Juif de Hongrie, récit, Éditions du Petit Pavé., mai 2021 (ISBN 978-2-84712-685-3). Lire également    https://www.youtube.com/watch?v=QfXce3yP3uU, lecture par Alice Lym. Mai 2022.
- Un trio vraiment très swing, roman, Editions du Petit Pavé, novembre 2022  (ISBN 978-2-84712-740-9)
- L'adret et l'ubac, Editions du Palio, octobre 2024.

## Décoration
- Chevalier de la Légion d'honneur (2006). Au titre de « consultant pour la Banque mondiale ; 37 ans de services civils et d'activités professionnelles »[4].

## Distinctions
- Boursier de l'American Field Service.
- Citoyen d'honneur de la ville de Cullman (Alabama, États-Unis).
- Titulaire de la Drake Beam Morin Professional Excellence Award (États-Unis).